# 印度航天
印度航天事业是在苏联的技术援助下建立。

## 简史
1963年，印度在顿巴建成了第一个火箭发射台，发射了第一枚探空火箭。
1975年4月19日，印度第一颗自制卫星从苏联的火箭发射场发射成功。
1980年7月18日，印度第一次用自制的运载火箭从本国的发射场发射卫星成功，成为世界上第8个具有独立卫星发射能力的国家。 
1999年5月26日，印度第一次發射商業衛星。
2002年9月14日，自行开发的火箭超低温发动机在泰米尔邦的國家液体推进系统中心试验成功。
2004年9月20日，印度使用由俄羅斯提供超低温發動機的“地球同步卫星运载火箭1(b)型”将一颗1.95吨的教育卫星送入地球上空3.6万公里的轨道。继美国、俄罗斯、中国、法国和日本之后，成为第六个具备使用超低温发动机发射对地同步卫星能力的国家。
2007年1月10日，印度用一枚极地卫星运载火箭将首个的返回式太空舱(468公斤)和3颗卫星，包括一颗印度自行研制680公斤的遥感卫星、一颗印度尼西亚56公斤的地球观测卫星和一颗阿根廷6公斤的小卫星送入太空。
2008年10月22日，印度用一枚“极地卫星运载火箭”将印度首个月球探测器月船1號发射升空。
2014年9月24日，火星軌道探測器成功進入火星軌道。是全球首個第一次嘗試便成功入軌的國家。
2014年12月18日，印度斯坦航空有限公司首次軌道飛行器進行載人航天計劃所用太空艙的無人飛行實驗。
2017年2月15日，PSLV-C37火箭發射成功一箭104星創世界記錄。

## 运载火箭

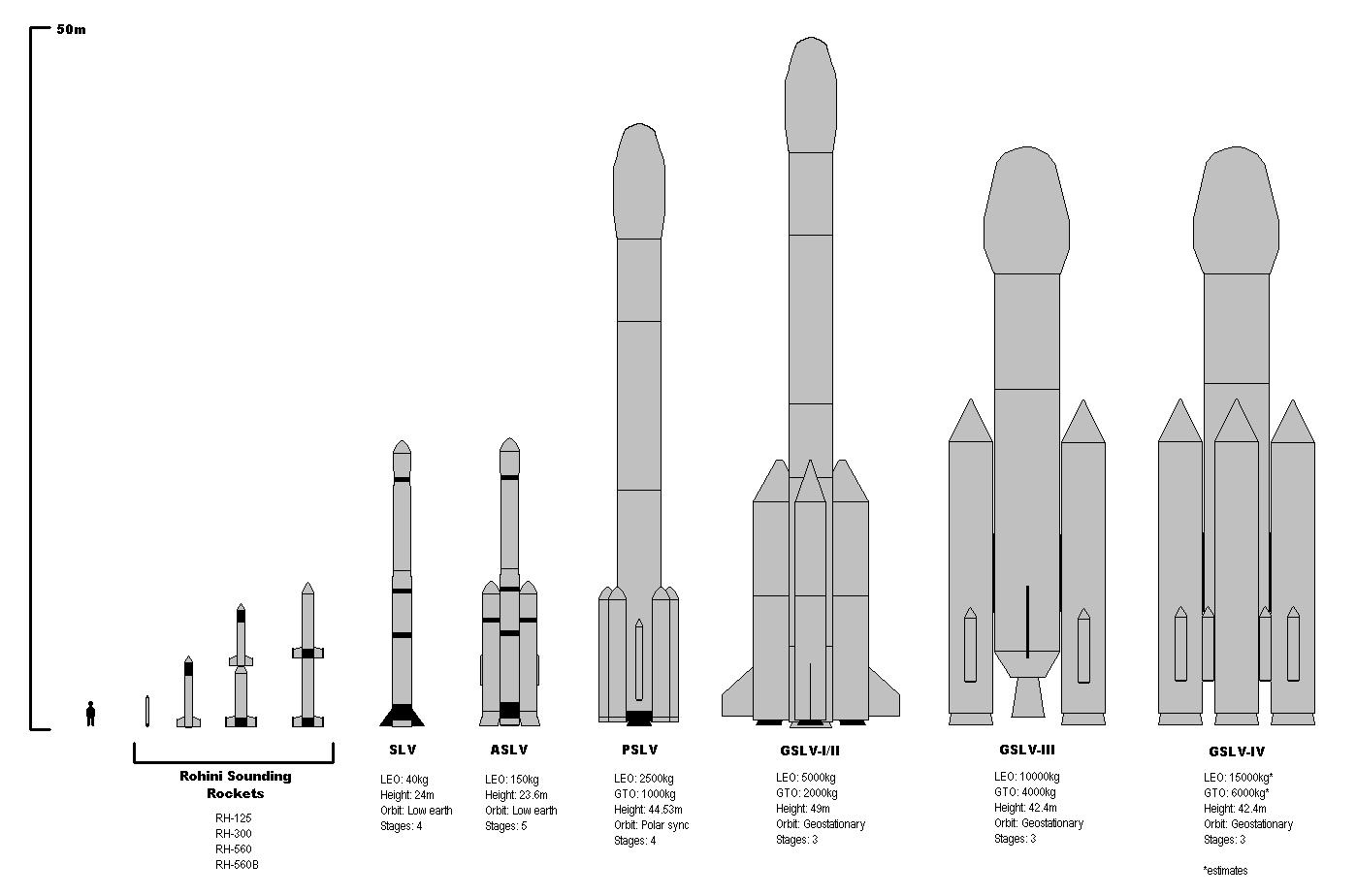
印度之火箭一覽表

印度拥有5种类型运载火箭：
1. 卫星运载火箭3（SLV-3）
2. 加大推力运载火箭（ASLV）
3. 极地卫星运载火箭（PSLV）
4. 地球同步卫星运载火箭（GSLV）
5. 小型卫星运载火箭（英语：Small Satellite Launch Vehicle） (SSLV)

## 航天机构
“印度太空研究组织”有1.68万人，具备制造和发射运载火箭、人造卫星、地面控制与回收等技术，建成了空间研发体系。

## 載人航天计划
軌道飛行器Orbital Vehicle是全自主、三噸重、搭載三人，可進行兩日太空任務的太空艙。

2023年2月，宣布印度载人航天计划「Gaganyaan」（加甘揚）以及4名太空人，預計2025年實施。

## 月球计划
印度内阁已批准预算1亿美元投入印度的月球无人探测计划。
整个“登月”计划将分三个阶段：
- 第一阶段将于2008年前发射一颗小型环绕月球的无人探测器月船1号，携带红外线和X射线频率的遥感装置，与探测器一起在距离月球表面100公里高度的环月球轨道运行两年，勘察月球表面，绘制完整的月球成分地图和三维地理图. 该卫星于 2008年10月22日 发射升空, 于2009年8月29日通讯全部中断.[2][3]
- 第二阶段发射登月机器人月船2号，对月球进行多项科学研究，于2019年7月发射并于8月进入月球轨道（着陆失败），2023年月船3号成功著陸並進行研究。
- 第三阶段，实现太空人登月,但目前仍未實現。

## 火星计划
火星軌道探測器是印度的首個行星際探測任務。印度ISRO是繼俄罗斯RSA、美国NASA、欧洲ESA之後第四個成功進行火星任務的太空機構。

## 参阅
- 印度太空研究组织
- 印度运载火箭发射列表